# Sistrurus
Genre
Sistrurus est un genre de serpents de la famille des Viperidae. 

## Répartition
Les deux espèces de ce genre se rencontrent en Amérique du Nord.

## Description
Ce sont des serpents venimeux.

## Liste des espèces
Selon The Reptile Database (21 sept. 2011) :
- Sistrurus catenatus (Rafinesque, 1818)
- Sistrurus miliarius (Linnaeus, 1766)

## Publication originale
- Garman, 1884 "1883" : The reptiles and batrachians of North America. Memoirs of the Museum of Comparative Zoology, Cambridge (Massachusetts), vol. 8, n. 3, p. 1-185 (texte intégral).